# MTV Base
MTV Base foi um canal britânico de televisão paga da Paramount Networks UK & Australia que se concentrava principalmente em hip hop, R&B, grime, garage, reggae, funk, soul e, na sua última fase, dance music. Foi lançado como parte do conjunto de canais digitais de música da MTV em 1 de julho de 1999 no Reino Unido e na Irlanda. Entre 2005 e 2008, o canal esteve disponível em outros países europeus (incluindo Portugal, através da TV Cabo), acabando por ser substituído pela MTV Dance. Após o encerramento da MTV OMG, MTV Rocks e Club MTV, em 20 de julho de 2020, a MTV Base transmitia uma parada semanal baseada na programação do Club MTV às sextas-feiras.
Em 31 de março de 2022, o canal foi fechado e substituído pela versão local do MTV 90s. O conteúdo que era exibido no canal foi transferido para os outros canais da MTV no Reino Unido, com o conteúdo do século XXI sendo exibida no MTV Hits, enquanto o conteúdo das décadas de 1980 e 1990 passou a ser exibido nas versões britânicas da MTV 80s da MTV 90s. O último videoclipe exibido no canal foi "Shutdown", do Skepta.

## Canais regionais

### Europa
Em meados de 2005, o canal passou a ser transmitido em outros países da Europa, mas acabou sendo substituído pelo canal MTV Dance (posteriormente renomeado como Club MTV) em 2008.
O lançamento de uma versão pan-europeia em 2015 foi planejado, mas nunca veio a acontecer.

### África
A MTV Base Africa foi lançada em fevereiro de 2005 em todo o continente africano. Em 3 de julho de 2013, a Viacom International Media Networks Africa lançou um feed exclusivamente para a África do Sul, com programação local, publicidade e VJs.

### França
A MTV Base foi lançada na França em 21 de dezembro de 2007. O canal foi substituído por versões francesas do MTV Hits e BET em 17 de novembro de 2015.

## Logos

Logotipo usado de 2001–2007.
Logotipo usado de 2007–2010.
Logotipo usado de 2010–2011.
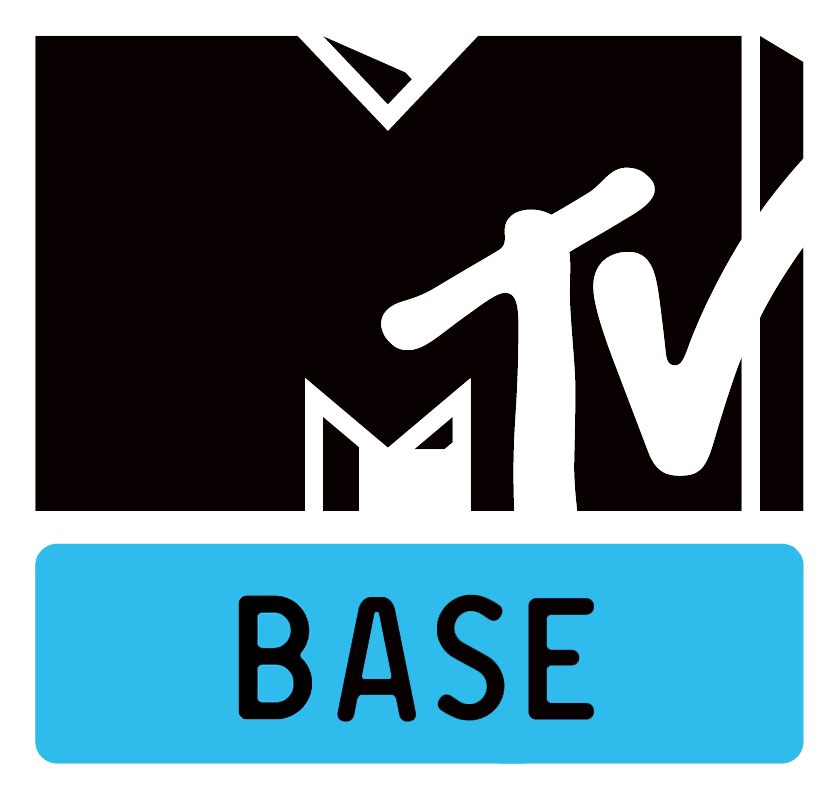
Logotipo usado de 2011–2013.
Logotipo usado de 2013–2017.
Logotipo usado de abril de 2017 a setembro de 2021.
Último logotipo, usado de setembro de 2021 a março de 2022.